# Romanos 13

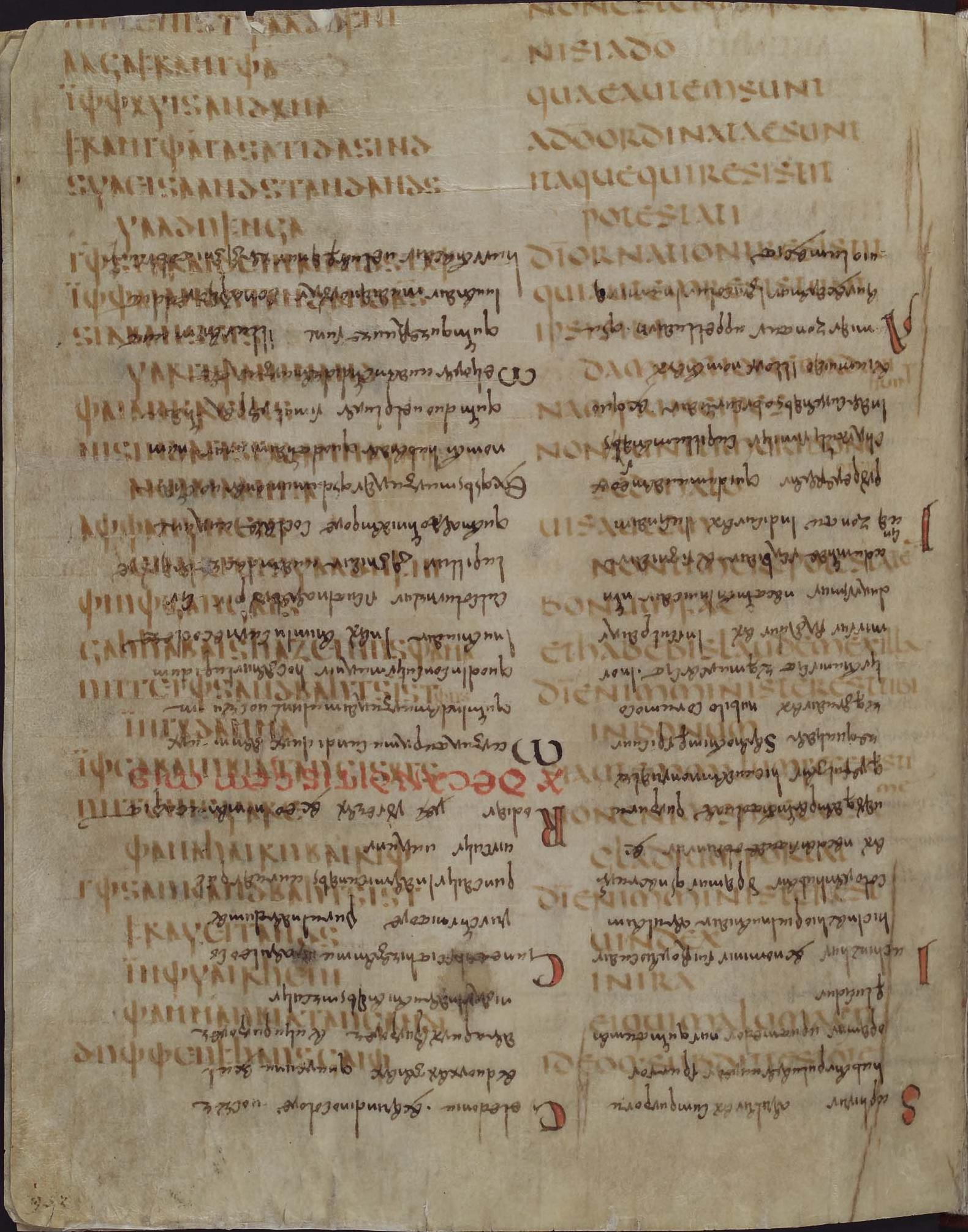
Folio 256 verso del Códice Guelferbytanus 64 Weissenburgensis, página 507, mostrando palimpsesto con Romanos 12:17-13:1 del Códice Carolinus en la capa inferior; y los escritos de Isidoro de Sevilla en la capa superior al revés

Romanos 13 es el decimotercer capítulo de la Epístola a los Romanos del Nuevo Testamento de la Biblia cristiana. Su autor es Pablo el Apóstol, mientras se encontraba en Corinto a mediados de los años 50 d. C., con la ayuda de un amanuense (secretario), Tercio, que añade su propio saludo en Romanos 16:22. Pablo escribió a los cristianos romanos porque estaba «deseoso de predicar el evangelio» a ellos, para recordarles «ciertos temas».  Aunque se le había impedido acercarse a ellos muchas veces, anhelaba animar a la iglesia romana recordándoles el evangelio, debido a su llamamiento tanto a los gentiles como a los judíos.
En este capítulo, Pablo recuerda a sus lectores que deben honrar y obedecer a las autoridades seculares. El reformador Martín Lutero sugirió que «incluye esto, no porque haga a la gente virtuosa a los ojos de Dios, sino porque asegura que los virtuosos tengan paz exterior y protección y que los malvados no puedan hacer el mal sin miedo y en paz imperturbable».

## Texto
El texto original fue escrito en griego koiné. Este capítulo está dividido en 14 Versículos.

### Testigos textuales
Algunos manuscritos antiguos que contienen el texto de este capítulo son:
- En griego
  - Codex Vaticanus (325-350 d. C.)
  - Codex Sinaiticus (330-360)
  - Codex Alexandrinus (400-440)
  - Codex Ephraemi Rescriptus (~450; existen los Versículos 11-14)
- en lengua gótica
  - Codex Carolinus (siglos VI-VII; existen los versículos 1-5)
- en latín
  - Codex Carolinus (siglo VI/XVII; existente: Versículos 1-5)

## Comentario a los versículos 1-7
Pablo enseña que la caridad cristiana se extiende a los deberes hacia el Estado, porque Dios es el autor del orden social. El hombre, creado para vivir en comunidad, necesita un orden social que lo guíe hacia su fin último, y la autoridad legítima es parte del plan divino. Esta autoridad, siempre que respete la dignidad humana, proviene de Dios, y por ello debe ser obedecida. Los primeros cristianos, a pesar de las persecuciones, respetaron este orden social, mostrando que la fe no exime del respeto a la autoridad civil, sino que lo refuerza siempre que esta sea justa.

Los cristianos habitan sus propias patrias, pero como forasteros; toman parte en todo como ciudadanos y todo lo soportan (…). Obedecen a las leyes establecidas; pero con su vida sobrepasan las leyes. A todos aman y de todos son perseguidos. Se los desconoce y se los condena (…). Son deshonrados y en las mismas deshonras son glorificados.

Es evidente que la comunidad política y la autoridad pública tienen su fundamento en la naturaleza humana, y que, por ello, pertenecen al orden preestablecido por Dios, aun cuando la determinación del régimen político y la designación de los gobernantes queden a la libre decisión de los ciudadanos.

Por su origen divino, la autoridad civil merece obediencia cuando actúa dentro de los límites del orden moral y busca el bien común. Sin embargo, cuando la autoridad abusa de su poder imponiendo leyes injustas que violan la dignidad y libertad humanas, como se menciona en Apocalipsis 13,1-10, no solo se puede desobedecer, sino que se convierte en un deber de conciencia defender los derechos humanos utilizando medios políticos y legales adecuados.
Pablo, al aconsejar a los cristianos que fueran ciudadanos ejemplares, no pretendía que sus recomendaciones fueran aplicadas sin discernimiento en cualquier circunstancia. Estos principios no deben absolutizarse, ya que obedecer a la autoridad no es un fin en sí mismo, sino que está condicionado a la justicia y al respeto de los derechos fundamentales. En este sentido, la Iglesia, en continuidad con esta enseñanza, también promueve la defensa activa de la dignidad humana cuando el poder se convierte en opresor.

la sumisión a la autoridad y la corresponsabilidad en el bien común exigen moralmente el pago de los impuestos, el ejercicio del derecho al voto, la defensa del país.

## Contexto

### Ama a tu prójimo (Versículo 9)
Los mandamientos, «No cometerás adulterio; no asesinarás; no  hurtarás; no codiciarás»; y cualquier otro mandamiento, se resumen en esta palabra, «Ama a tu prójimo como a ti mismo».
Romanos 13:9 (Nueva Versión Estándar Revisada)

El Versículo 9 alude a Éxodo 20:13-15, Deuteronomio 5:17-19, 21 y Levítico 19:18. La Biblia King James incluye «No levantarás falso testimonio» en el Versículo debido a su presencia en el Textus Receptus. La Cambridge Bible for Schools and Colleges sugiere que «tal vez deba omitirse, por pruebas documentales».

### El día está cerca (Versículos 11-14)
Además, ya sabéis qué hora es, cómo ha llegado el momento de que despertéis del sueño. Porque la salvación está más cerca de nosotros ahora que cuando nos hicimos creyentes; 12la noche está lejos, el día está cerca. Despojémonos, pues, de las obras de las tinieblas y vistámonos con la armadura de la luz; 13vivamos honradamente como de día, no en juergas y borracheras, no en desenfrenos y libertinajes, no en pleitos y envidias. 14Por el contrario, vestiros del Señor Jesucristo, y no hagais provisión para la carne, para satisfacer sus deseos.
Romanos 13:11-14 (Nueva Versión Estándar Revisada)

El teólogo no conformista Matthew Henry llama a los versículos 11-14 «el directorio de un cristiano para su trabajo diario». Según la Biblia de Cambridge para Escuelas y Colegios, «Pablo refuerza todos los preceptos precedentes (de capítulos 12 y 13) mediante la solemne afirmación de la proximidad del Día eterno de la Resurrección y la Gloria», «porque ahora está más cerca nuestra salvación que cuando creímos» (versión King James).  Muchas traducciones, como la New King James Version y la Revised Standard Version, hacen referencia a «cuando antes creímos».

### Comentario a los versículos 8-14
Los versículos 8-10 vuelven a la enseñanza de Jesús: el amor es la plenitud de la Ley. Esto no significa que cualquier otra norma moral quede anulada.

Los fieles están obligados a reconocer y respetar los preceptos morales específicos, declarados y enseñados por la Iglesia en el nombre de Dios, Creador y Señor. Cuando el apóstol Pablo recapitula el cumplimiento de la Ley en el precepto de amar al prójimo como a sí mismo, no atenúa los mandamientos, sino que, sobre todo, los confirma, desde el momento en que revela sus exigencias y gravedad. El amor a Dios y el amor al prójimo son inseparables de la observancia de los mandamientos de la Alianza, renovada en la sangre de Jesucristo y en el don del Espíritu Santo.

En la exhortación final de San Pabl, en los versículos 11-14, se invita a los cristianos a mantenerse vigilantes, conscientes del "momento presente". Este "momento" se refiere al hecho de que Cristo ya ha realizado la salvación mediante su Encarnación y que vendrá al final de los tiempos como Juez para llevar la historia a su plenitud. San Pablo insta a vivir con esa conciencia, sabiendo que Jesús, al venir al mundo, ha ahuyentado las tinieblas del error y sigue disipando la oscuridad que persiste en los corazones, infundiendo la luz de la gracia.
Teodoreto de Ciro comenta que la "noche" simboliza el tiempo de ignorancia antes de la venida de Cristo, mientras que el "día" representa el tiempo después de su llegada. Así, la Iglesia utiliza este pasaje paulino en la liturgia de Adviento, preparándonos no solo para celebrar el nacimiento de Cristo, sino también para esperar su segunda venida, cuando traerá la plenitud de la salvación al final de los tiempos.

## Significado y uso político
En este capítulo, Pablo recuerda a sus lectores que deben honrar y obedecer a las autoridades seculares. Algunos intérpretes han afirmado que esto implica que los cristianos deben obedecer a todos los funcionarios públicos en cualquier circunstancia. Sin embargo, muchos intérpretes y biblistas discuten esta opinión. Tomás de Aquino interpreta la derivación de Pablo de la autoridad de Dios como condicional a las circunstancias en que se obtiene la autoridad y la forma en que se utiliza:

El orden de la autoridad deriva de Dios, como dice el Apóstol [en Romanos 13:1-7]. Por esta razón, el deber de obediencia es, para el cristiano, una consecuencia de esta derivación de la autoridad de Dios, y cesa cuando ésta cesa. Pero, como ya hemos dicho, la autoridad puede dejar de derivar de Dios por dos razones: bien por la forma en que se ha obtenido la autoridad, bien como consecuencia del uso que se hace de ella.

Petr Chelčický interpretó el Versículo en el sentido de que estaba dirigido en una época pagana con una sociedad pagana diciendo a los cristianos que un cristiano por humildad debía someterse a tales prácticas paganas, pero que en una sociedad cristiana tales prácticas paganas no debían imponerse de ninguna manera.
Según los biblistas John Barton y John Muddiman:

Pocos o ningún pasaje del corpus paulino han sido más objeto de abuso que los versículos 1-7. Pablo no indica que uno esté obligado a obedecer a los funcionarios públicos en todas las circunstancias, ni dice que todo ejercicio de la autoridad civil esté sancionado por Dios. No autoriza ningún gobierno en particular; no legitima ninguna autarquía universal. En su lugar, Pablo reitera la opinión judía común de que el gobierno humano opera bajo la superintendencia de Dios (Jn 19:11; Dan 2:21; Prov 8:15-16; Isa 45:1-3; Wis 6:3), que forma parte del orden divino y, por tanto, está destinado al bien humano (i Pet 2:13-14; Ep. Arist. 291-2).

En ocasiones, Romanos 13 es empleado en el discurso civil y por políticos y filósofos en apoyo o en contra de cuestiones políticas. Se esgrimen dos argumentos contradictorios: que el pasaje obliga a obedecer la ley civil; y que existen límites a la autoridad más allá de los cuales no se exige obediencia. Juan Calvino, en Institutos de la Religión Cristiana  adoptó esta última postura: «para que no rindamos una obediencia servil a los deseos depravados de los hombres». Martín Lutero empleó Romanos 13 en Contra las hordas de campesinos ladrones y asesinos  para defender que sería pecaminoso que un príncipe o señor no utilizara la fuerza, incluida la violenta, para cumplir con los deberes de su cargo.
El teólogo Paul Tillich critica una interpretación que contraponga Romanos 13:1-7 a los movimientos revolucionarios:

Uno de los muchos abusos político-teológicos de las afirmaciones bíblicas es la interpretación de las palabras de Pablo [Romanos 13:1-7] como justificación del sesgo antirrevolucionario de algunas iglesias, en particular la luterana. Pero ni estas palabras ni ninguna otra declaración del Nuevo Testamento tratan de los métodos para conseguir el poder político. En Romanos, Pablo se dirige a los entusiastas escatológicos, no a un movimiento político revolucionario.

Daniel J. Harrington sugiere que Romanos 13:1-7 no trata de la doctrina de la Iglesia y el Estado. Bajo el emperador Claudio (41-54 d. C.), los judíos de Roma (incluidos los cristianos judíos) fueron expulsados de la ciudad. En 56-57 d. C., cuando Pablo escribió a los cristianos romanos, hacía poco que se les había permitido regresar. Es posible que el pasaje tuviera la intención de ser un consejo pragmático dirigido a una crisis específica, en el que se pedía una cooperación paciente con los funcionarios romanos por el momento mientras se esperaba la inminente manifestación del reino de Dios. 
Romanos 13 fue utilizado durante el periodo de la Revolución Americana tanto por los lealistas que predicaban la obediencia a la Corona como por los revolucionarios que abogaban por liberarse de la injusta autoridad del Rey. Más tarde en la historia de Estados Unidos, Romanos 13 fue empleado por los antiabolicionistas para justificar y legitimar la tenencia de esclavos; especialmente en la época de la Ley de esclavos fugitivos de 1850 que precipitó el debate sobre si la ley debía ser obedecida o resistida.  También fue utilizado por la Iglesia Reformada Holandesa para justificar el gobierno del apartheid en Sudáfrica.
En junio de 2018, Romanos 13 fue utilizado por Jeff Sessions para justificar la Política de separación de familias inmigrantes en los Estados Unidos, diciendo:

Yo le citaría al Apóstol Pablo y su claro y sabio mandato en Romanos 13 de obedecer las leyes del gobierno porque Dios las ha ordenado con el propósito de poner orden. Los procesos ordenados y legales son buenos en sí mismos y protegen a los débiles y legales.

Comentando la lucha por definir Romanos 13, el historiador Lincoln Mullen sostiene que «lo que el fiscal general tiene realmente de su parte es el hilo de la historia estadounidense que justifica la opresión y la dominación en nombre de la ley y el orden.»